# Absalonsgade (København)
 For alternative betydninger, se Absalonsgade. (Se også artikler, som begynder med Absalonsgade)
Absalonsgade er en gade på Vesterbro i København. Den går fra Vesterbrogade i nord til Sønder Boulevard i syd og krydser Istedgade undervejs. Københavns Museum har opsat en mindre udstilling af historisk gadeinventar i tilknytning til museets tidligere bygning på hjørnet af Vesterbrogade. En af de to indgange til Skydebanehaven ligger i gaden.

## Historie
Gaden er anlagt på en del af det store område udenfor Vesterport, der tidligere tilhørte Det Kongelige Kjøbenhavnske Skydeselskab og Danske Broderskab. Gaden er opkaldt efter biskop Absalon, der fik overdraget København i 1167, hvilket er noget af det ældste, man med sikkerhed ved om byen. Gaden blev bebygget med typisk femetages boligbyggeri i 1870'erne. Som sådan blev den hurtigt en del af et tæt befolket arbejderkvarter. I 1880 boede der for eksempel 17 familier med i alt 81 børn alene i nr. 30.
En af dem der stod for at udvikle området var Peter Christian Wienberg, der var en af de mest aktive byggematadorer på den tid. Han startede sin karriere i provinsen med at bygge alt fra fyrtårne til herregårde men flyttede sin forretning til København i 1866. Hans professionelle samarbejde med Ferdinand Meldahl sikrede ham flere store kontrakter, herunder etableringen af Statens Museum for Kunst, Kunstudstillingsbygningen på Charlottenborg og Marmorkirken.
Københavns Politis Station 5 flyttede til Svendsgade 3 på hjørnet af Absalonsgade i 1882. Indtil da havde den haft til huse på den nærliggende Gasværksvej. Bygningen, der blev opført efter tegninger af Ludvig Fenger, er nu blevet omdannet til lejligheder. Vinduerne i stueetagen var oprindeligt buede foroven men er nu firkantede.

## Bygninger og beboere
Biografen Vester Vov Vov ligger i nr. 5.
Nr. 5 blev opført i 1869 efter tegninger af Carl Lendorf, mens nr. 22 blev opført samme år efter tegninger af Vilhelm Friederichsen. Nr. 17 blev opført i 1874 efter tegninger af Charles Abrahams.
Bag nr. 28 med udsigt over Skydebanehaven ligger en bygning inspireret af jugendstil, der blev opført i 1903 efter tegninger af Aage Langeland-Mathiesen. Nr. 3 blev opført i 1880 efter tegninger af Johannes Emil Gnudtzmann. Vesterbro Ungdomsgård ligger lige indenfor indgangen til Skydebanehaven. Den blev opført efter tegninger af Hans Christian Hansen fra Stadsarkitektens Direktorat i 1952-1953.
Bygningen hvor titelpersonen Sonja bor med sin familie i DR's tv-serie Sonja fra Saxogade fra 1968 ligger i Absalonsgade 30. Saxogade som sådan ligger ca. 300 m vest for Absalonsgade.